# بنگالی-فوده کویتا
بنگالی-فوده کویتا (انگلیسی: Bengali-Fodé Koita؛ زادهٔ ۲۱ اکتبر ۱۹۹۰) بازیکن فوتبال اهل فرانسه است.
از باشگاه‌هایی که در آن بازی کرده‌است می‌توان به باشگاه فوتبال قاسم‌پاشا اسپور، باشگاه فوتبال لو آور، باشگاه فوتبال بلکبرن روورز، باشگاه فوتبال لانس، باشگاه فوتبال کان، و باشگاه ورزشی مون‌پلیه اشاره کرد.
وی همچنین در تیم‌های ملی فوتبال زیر ۲۱ سال فرانسه و گینه بازی کرده‌است.